# Marcel Gensoul
Marcel Bruno Gensoul (Montpellier, 12 ottobre 1880 – Parigi, 30 dicembre 1973) è stato un ammiraglio francese, distintosi come ufficiale durante la repressione della rivolta dei Boxer in Cina, e nel corso della prima guerra mondiale, dove prese parte alla campagna dei Dardanelli.
Tra le due guerre mondiali fu professore presso il Centre des Hautes Études Navales, comandante della nave da battaglia Bretagne, e comandante della 3emé Escadre légère. Nel 1938 fu nominato comandante della Escadre dell'Atlantique, che mantenne anche dopo l'inizio della seconda guerra mondiale. Divenuto comandante della Force de Raid, che comprendeva le più moderne navi da battaglia della Marine nationale, dopo la firma dell'armistizio con i tedeschi le portò ad ancorarsi nella rada di Mers-el-Kébir, presso Orano, in ossequio alla condizioni armistiziali. Il 3 luglio 1940 le condusse in combattimento contro la Forza H della Royal Navy al comando del viceammiraglio James Somerville.

## Biografia

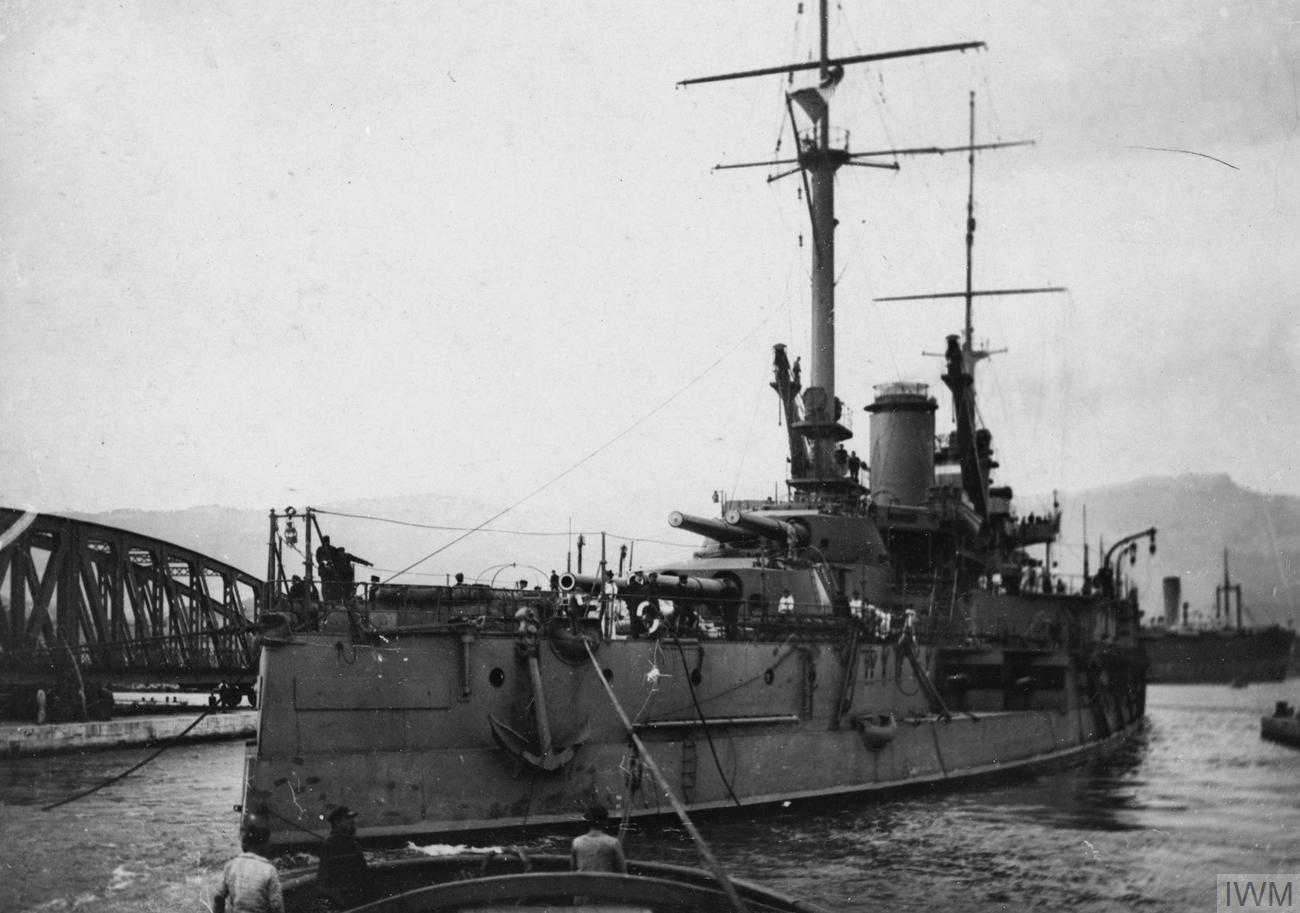
La nave da battaglia Bretagne qui in una foto del 1916.

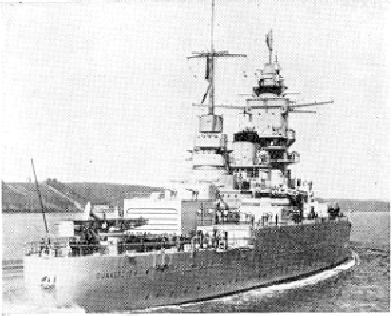
L'incrociatore da battaglia Dunkerque in navigazione.

Nacque a Montpellier, nell'Hérault il 12 ottobre 1880,  all'interno di una famiglia di magistrati, figlio di Louis. Si arruolò nella Marine nationale nel 1898 frequentando l'École Navale di Brest e venendo promosso aspirante il 5 ottobre 1901. Si imbarcò sull'incrociatore protetto Chasseloup-Laubat, allora al comando di Antoine D'Espinay Saint-Luc, operante in seno alla Divisione navale del mar della Cina, e poi sulla nave da battaglia Redoutable. Il 1 gennaio 1903 prese servizio sulla cannoniera Surprise, assegnata alla Escadre d'Extrême-Orient. Promosso Enseigne de vaisseau il 5 ottobre 1903, conseguendo il brevetto di ufficiale dei fucilieri di marina nel corso del 1904. Trasferitosi sulla nave da battaglia Jauréguiberry,  appartenente alla Escadre du Nord, passò poi sulla similare Saint-Louis della Escadre du Méditerranée.
Nel 1906 divenne vicecomandante del sottomarino Algérien, passando poi sulla nave da battaglia Carnot operante nel Mar Mediterraneo. Ottenuto il brevetto di ufficiale silurista nel 1908 si imbarcò sul Galilée, e tra il 1909 e il 1911 fu istruttore sull'uso dei siluri a bordo della nave da battaglia Marceau, allora al comando di René Le Nepvou de Carfort, utilizzata come nave scuola per gli allievi siluristi e timonieri, e fu promosso tenente di vascello il 9 gennaio 1911.
Ufficiale istruttore sull'incrociatore D'Entrecasteaux, appartenente alla Divisione navi scuola del Mediterraneo, fu ideatore dei corsi per il brevetto superiore di ufficiali elettricisti.
Nel 1913 ricopriva l'incarico di Capo del servizio siluri sulla nave da battaglia République dell'Armée navale, partecipando alle operazioni belliche nel Mediterraneo durante i primi anni della prima guerra mondiale. Nel 1917 assunse il comando del Fanfare, appartenente alla Divisione navale dell'Oriente, operante sulle coste della Siria.
Capitano di corvetta il 6 giugno 1919, fu Aiutante di campo del contrammiraglio Alexandre Lanxade, comandante la Divisione d'istruzione in Mediterraneo, imbarcato sulla nave da battaglia Patrie.
Promosso capitano di fregata il 10 gennaio 1922, fu professore presso il Centre des Hautes Études Navales nel 1927, venendo promosso capitano di vascello il 2 luglio di quell'anno.
Assunto nel 1927 il comando della nave da battaglia Bretagne, lo mantenne fino al 1929 ricoprendo poi l'incarico di aiutante di bandiera del viceammiraglio Georges Durand-Viel a bordo della nave da battaglia Provence. 
Il 1 ottobre 1931 fu nominato capo di stato maggiore della 3ème Région maritime a Tolone. Contrammiraglio nell'ottobre 1932, nel corso del 1934 assunse il comando della 3emé Escadre légère, alzando la sua insegna sull'incrociatore pesante Foch.
Viceammiraglio il 1 febbraio 1937, fu nominato prefetto marittimo della 3emé Région maritime a Tolone, assumendo il comando della Escadre dell'Atlantique nel marzo 1938. Allo scoppio della seconda guerra mondiale assunse il comando della Force de Raid, di stanza a Brest, che raggruppava tutte le navi da battaglia più moderne in servizio nella Marine nationale.
Promosso ammiraglio nel luglio 1940, divenne Ispettore generale delle forze marittime e Capo del Servizio centrale dei lavori di manutenzione della marina. Nel giugno 1940, alla data della firma dell'armistizio con i tedeschi comandava una parte della squadra navale del Mediterraneo, che portò ad ancorarsi nella rada di Mers-el-Kébir, presso Orano, in ossequio alla condizioni armistiziali.  Si trattava del grosso della flotta, composto dai moderni incrociatori da battaglia veloci Dunkerque (nave ammiraglia) e Strasbourg, dalle vecchie navi da battaglia Bretagne e Provence, e dalla relativa scorta di cacciatorpediniere, e in rada vi era anche la nave appoggio idrovolanti Commandant Teste. All'alba del 3 luglio una squadra navale (Forza H) della Royal Navy, al comando del viceammiraglio James Somerville, apparve innanzi al porto di Mers el-Kébir, e l'ammiraglio britannico gli comunicò che, al fine di evitare la distruzione delle unità al suo comando, doveva salpare e trasferire le navi da battaglia, con la loro scorta, in porti controllati dagli inglesi, negli Stati Uniti d'America, o nelle Indie Occidentali, dove sarebbero rimaste fino alla fine del conflitto o, in alternativa, potevano entrare a far parte delle forze della Francia libera e partecipare alle operazioni belliche contro gli italo-tedeschi, o autoaffondarsi. Nel seguente combattimento, iniziato dopo frenetiche trattative alle 16:35, le navi francesi, a causa della loro inferiorità causata dal fatto che erano all'ormeggio e con parte degli equipaggi a terra, e dovettero mettere le caldaie in pressione senza emettere fumo per non allertare gli inglesi, imbarcando gli equipaggi con ogni sotterfugio possibile, dovettero soccombere. La Bretagne fu affondata con gravi perdite umane, la Dunkerque gravemente danneggiata, così come la Provence e il cacciatorpediniere Mogador,  solo la Strasbourg riuscì a prendere il largo dirigendo verso Tolone con la scorta di alcuni cacciatorpediniere.  L'attacco causò la morte di 1.295 ufficiali e marinai francesi.
Lasciato il servizio attivo nell'ottobre 1942, si spense a Parigi il 30 dicembre 1973.

### Fonti
1. 1 2 3 4 5 6 7 8 9 10 11 12 13 14 15 16  École Navale.
2. 1 2 3 4 5 6 7  Le viceamiral Gensoul commandant en chef dell'escadre dell'Atlantique in Le Nouvelliste du Morbihan del 6 luglio 1940.
3. ↑  Couhat 1974, p. 12.
4. ↑  Couhat 1974, p. 17.
5. ↑  Couhat 1974, p. 18.
6. ↑  Couhat 1974, p. 67.
7. ↑  Couhat 1974, p. 20.
8. 1 2 3  Couhat 1971, p. 24.
9. ↑  Couhat 1971, p. 21.
10. 1 2  Couhat 1971, p. 26.